# 京浜島

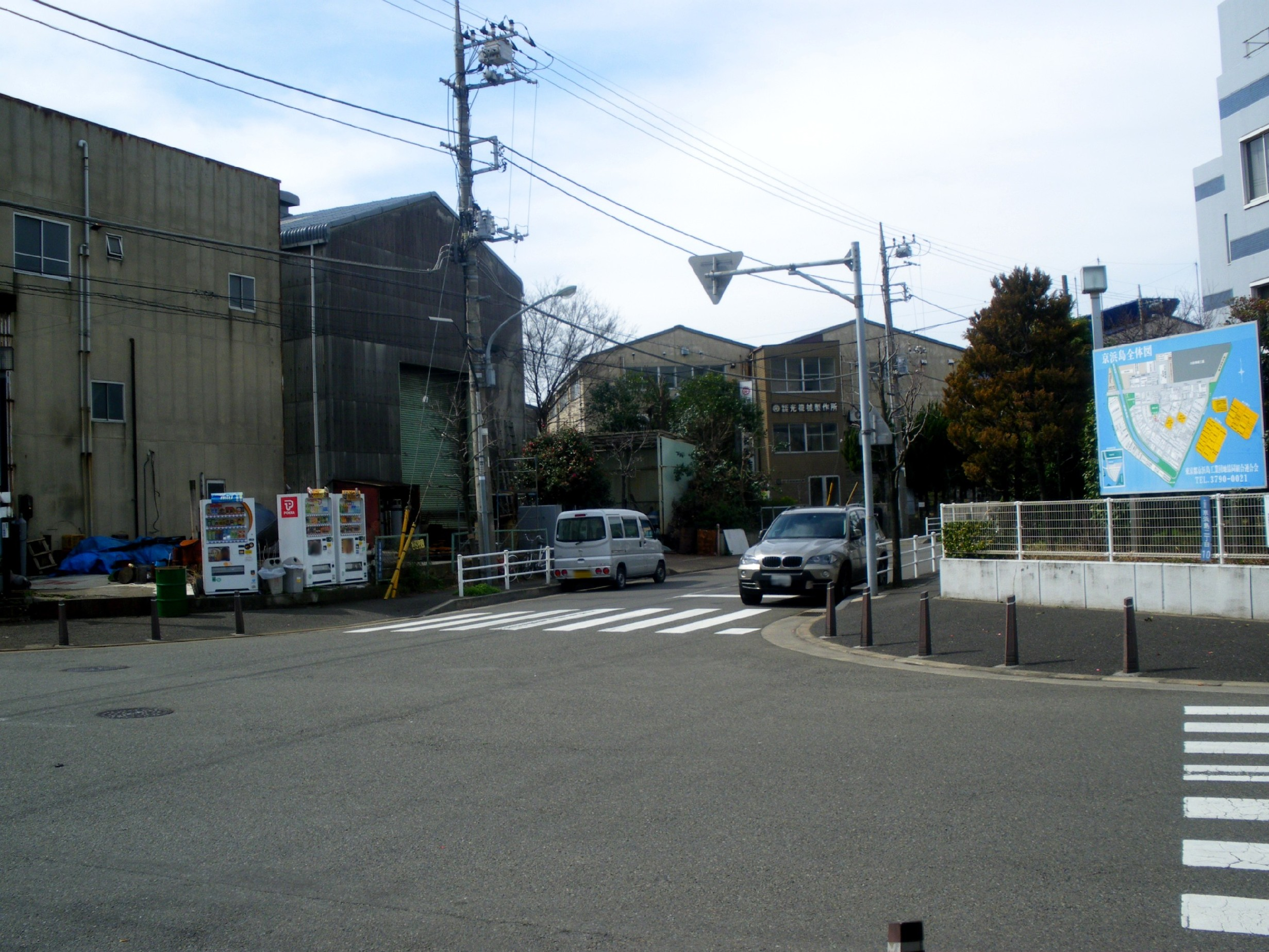
2丁目付近の様子

京浜島（けいひんじま）は、東京都大田区にある人工島であり、同区の町名である。現行行政地名は京浜島一丁目から京浜島三丁目。埋立地名は京浜第6区埋立地。人口はごくわずかである。

## 概要
大田区の東部に位置する。地域北部には東海（大井ふ頭）、地域北東部は城南島、地域南東部から南部には羽田空港、地域西部は昭和島がある（いずれも大田区に属する）。
西部の昭和島との間を京浜運河が流れている。
地域の大半は工業用地で工業団地を形成している（京浜島工業団地）ほか、羽田空港のB滑走路に離着陸する飛行機を望める場所としても有名な「つばさ公園」がある。

## 年表
- 1939年1月31日 - 京浜第6区埋立地として免許取得。事業主体は東京都。
- 1974年 - 大田区に編入。
- 1975年 - 当地の町名が「京浜島」に確定。住居表示実施。一丁目と二丁目が誕生。
- 1979年 - 三丁目が誕生。
- 1986年1月21日 - 完全竣工
- 2008年4月1日 - 京浜島の所轄警察署が大森警察署に変更。

竣工面積:1,033,996m2

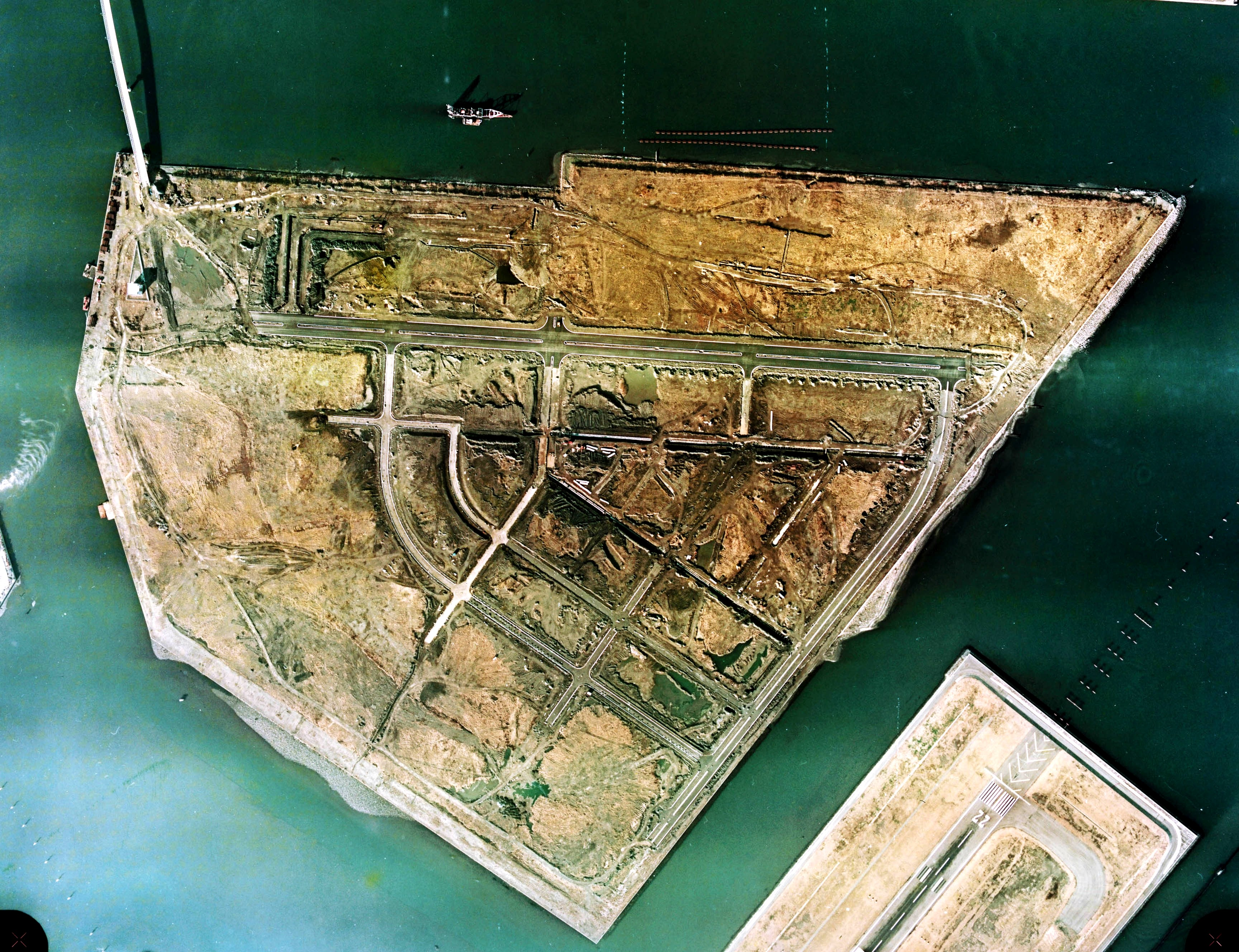
京浜島付近の航空写真。1974年撮影。まだ大半が造成中であった。国土交通省 国土地理院 地図・空中写真閲覧サービスの空中写真を基に作成
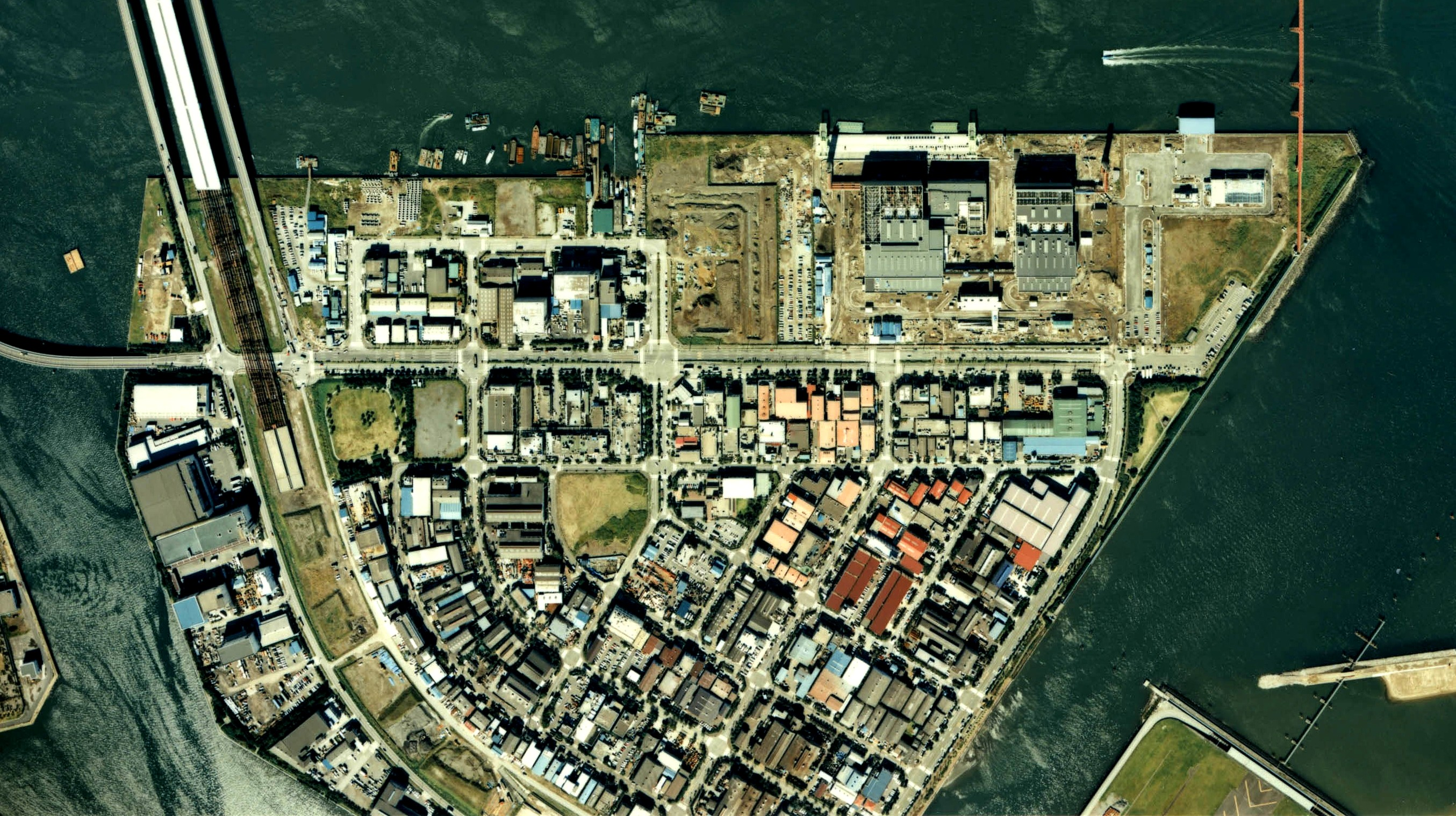
京浜島付近の航空写真。1989年撮影。1974年に比べ開発が進んでいるのが確認できる。国土交通省 国土地理院 地図・空中写真閲覧サービスの空中写真を基に作成

## 地域内の町名
- 京浜島一丁目…地域西部。湾岸道路を境にした西側の地域。幹線道路沿いの地区で企業の物流センターなどが集まっている。
- 京浜島二丁目…地域中部・東部。湾岸道路を境にした地域の多くの部分を占めている。工業団地で鉄鋼・電機・金属など各種産業の事業所（工場）が多くを占めているほか、京浜急行バス京浜島営業所も二丁目に所在する。二丁目南東部、羽田空港方面の海沿いは京浜島つばさ公園と緑地になっており、羽田空港が望めるビュースポットとなっている。また、湾岸通り沿いには京浜島ふ頭公園もある。
- 京浜島三丁目…地域北部。一丁目や二丁目同様に工場が集まっている。三丁目東部は、大田清掃工場と京浜島不燃ごみ処理センターといったごみ処理施設がある。

## 地域内の公園
- 京浜島つばさ公園（当該項目参照）

### 京浜島緑道公園
京浜島緑道公園（けいひんじまりょくどうこうえん）は、京浜島一丁目にある都立の海上公園（緑道公園）である。東京都港湾局所管。京浜島の西部一帯にある緑道公園である。京浜運河に面した遊歩道沿いに樹木や草花などが見られ、対岸にある昭和島などを望むことができる。当公園の南端は京浜島つばさ公園へと続いている。
- 開園年月日：1982年5月15日
- 面積：31,562.27m2
- アクセス：大森駅などよりバス（京急バス 森24系統）「京浜島海上公園」バス停下車。大森駅から徒歩1時間(約5km)

### 京浜島ふ頭公園
京浜島ふ頭公園（けいひんじまふとうこうえん）は、京浜島二丁目にある都立の海上公園（ふ頭公園）である。東京都港湾局所管。芝生が主体の公園である。島内で働く人の休憩などに利用されている。
- 開園年月日：1980年4月1日
- 面積：12,577.15m2
- アクセス：大森駅などよりバス（京急バス 森24または森36系統）「京浜島2番地」バス停下車。大森駅から徒歩1時間弱(約4km強)

## 学区
区立小・中学校に通う場合、学区は以下の通りとなる（2023年3月時点）。
| 丁目         | 番地 | 小学校                 | 中学校                 |
| ------------ | ---- | ---------------------- | ---------------------- |
| 京浜島一丁目 | 全域 | 大田区立大森第五小学校 | 大田区立大森第二中学校 |
| 京浜島二丁目 | 全域 | 大田区立大森第五小学校 | 大田区立大森第二中学校 |
| 京浜島三丁目 | 全域 | 大田区立大森第五小学校 | 大田区立大森第二中学校 |

## 事業所
2021年（令和3年）現在の経済センサス調査による事業所数と従業員数は以下の通りである。
| 丁目         | 事業所数  | 従業員数 |
| ------------ | --------- | -------- |
| 京浜島一丁目 | 28事業所  | 1,262人  |
| 京浜島二丁目 | 192事業所 | 3,688人  |
| 京浜島三丁目 | 34事業所  | 901人    |
| 計           | 254事業所 | 5,851人  |

### 事業者数の変遷
経済センサスによる事業所数の推移。
| 年                 | 事業者数 |
| ------------------ | -------- |
| 2016年（平成28年） | 252      |
| 2021年（令和3年）  | 254      |

### 従業員数の変遷
経済センサスによる従業員数の推移。
| 年                 | 従業員数 |
| ------------------ | -------- |
| 2016年（平成28年） | 5,228    |
| 2021年（令和3年）  | 5,851    |

## 交通
地域西部の昭和島とは京和橋で繋がっている。また、北部の大田区東海（大井ふ頭）とは京浜大橋で繋がっている。地域南部の羽田空港とは湾岸道路の空港北トンネルで繋がっている。
地域西部を湾岸道路（国道357号線）と首都高速湾岸線が縦貫しており、一丁目と二丁目の境となっている。北部には北大通りが通っており、二丁目と三丁目の境となっている。
また鉄道駅は当地にはない。東京モノレール羽田空港線昭和島駅から徒歩（所要20分～30分程度）、大森駅・大森海岸駅・平和島駅から京浜急行バスの利用になる。（時刻要確認）

## その他

### 日本郵便
- 郵便番号 : 143-0003[2]（集配局 : 大森郵便局[8]）。